# 子洲县
子洲县是中国陕西省榆林市所辖的一个县，位于陕西北部。总面积为2043平方公里，常住人口約14万人。
民国初年，县境分属四县：绥德县、清涧县、米脂县、横山县。1940年2月，八路军359旅攻占此地。1942年9月，中共政权设立西川办事处，同年改名为绥西办事处，1944年元旦正式设立子洲县，以中共党员李子洲之名命名。历属绥德分区、绥德专区。1958年至1961年间，曾划入绥德县，属榆林专区。划出后，又属榆林地区。1999年属榆林市。

## 行政区划
子洲县下辖1个街道办事处、11个镇、1个乡：
双湖峪街道、何家集镇、老君殿镇、裴家湾镇、苗家坪镇、三川口镇、马蹄沟镇、周家硷镇、电市镇、砖庙镇、淮宁湾镇、马岔镇和驼耳巷乡。

## 人口
根据第七次全国人口普查结果，2020年11月1日零时全县常住人口的基本情况公布如下：子洲县常住人口为138612人。

## 交通
- 307国道过境。

## 特产
子洲黄豆、子洲黄芪：中国地理标志产品。